# Frank Schöbel
Frank-Lothar Schöbel (né le 11 décembre 1942 à Leipzig) est un chanteur allemand.

## Biographie
Schöbel est le deuxième fils de la chanteuse d'opéra Käthe Brinkmann. Son talent musical est découvert très tôt. À sept ans, il suit le cours préparatoire du chœur de l'église Saint-Thomas de Leipzig. Mais au lieu de continuer dans le classique, il s'intéresse davantage à la musique pop. Il termine un apprentissage de mécanicien et chante dans l'Erich-Weinert-Ensemble de la Nationale Volksarmee. Schöbel commence sa carrière dans les années 1960, il apparaît aussi en tant qu'animateur de télévision et joue dans des films de la DEFA. Lui et sa femme Chris Doerk remportent le Schlagerwettbewerb der DDR à deux reprises, en 1967 avec Lieb mich so, wie dein Herz es mag et en 1969 dans Abends in der Stadt.
En 1971, il remporte son premier grand succès dans toute l'Allemagne avec Wie ein Stern. Le label est-allemand Amiga vend 400 000 singles en RDA, le label néerlandais Philips plus de 150 000 singles en République fédérale d'Allemagne. Schöbel est invité par la NDR à l'émission Musik aus Studio B et est le premier chanteur de schlager de la RDA à apparaître en République fédérale d'Allemagne.
Schöbel est présent lors de la cérémonie d'ouverture de la Coupe du monde de football de 1974 en République fédérale d'Allemagne en tant que représentant de la RDA au Waldstadion de Francfort.
En 1975, Schöbel chante en duo avec Aurora Lacasa sur l'Île Ernst Thälmann à Cuba, la chanson Insel im Golf von Cazones, qu'il a composée pour l'émission télévisée de la RDA Unterwegs mit Musik - Kuba.
Il reste populaire avec l'album pour enfants Komm wir malen eine Sonne, sorti en 1975, qui comprend une chanson sur Tokei-ihto. La chanson-titre Komm wir malen eine Sonne sera reprise en 2005 dans un duo avec Bürger Lars Dietrich.
Avec son épouse Aurora Lacasa et leurs deux filles, il enregistre le LP Weihnachten in Familie en 1985, l'album d'Amiga le plus vendu.
Chaque année, Frank Schöbel fait une grande tournée à travers l'ex-Allemagne de l'Est seulement.
Frank Schöbel épouse d'abord la chanteuse Chris Doerk en 1966 ; ils divorcent en 1974 et ont un enfant. En 1976, il se marie à la chanteuse Aurora Lacasa. Ils ont deux filles, Dominique (qui sera chanteuse) et Odette. Ils divorcent en 1996. En 2002 naît sa fille Liv Cosma.

## Discographie sélective

### Albums
- 1968 : Heißer Sommer (avec Chris Doerk)
- 1969 : Chris & Frank (avec Chris Doerk)
- 1971 : Für unsere Freunde (avec Chris Doerk)
- 1972 : Wie ein Stern
- 1972 : Hallo Dolly
- 1973 : Nicht schummeln, Liebling! (avec Chris Doerk, un titre avec les Puhdys)
- 1973 : Frank Schöbel
- 1974 : Freunde gibt es überall
- 1975 : Die großen Erfolge
- 1975 : Songs für dich
- 1975 : Komm, wir malen eine Sonne
- 1977 : Ich bleib’ der Alte
- 1978 : Frank
- 1980 : Frank International
- 1981 : Wovon ich träume
- 1981 : Das Jubiläumsalbum
- 1985 : Weihnachten in Familie
- 1986 : Ich brauch dich so
- 1989 : Wir brauchen keine Lügen mehr
- 1994 : Fröhliche Weihnachten in Familie
- 1995 : Jetzt oder nie
- 1998 : frank und frei. belächelt, bekannt, beknackt : CD zum Buch
- 2000 : Heimliche Träume
- 2002 : Leben… so wie ich es mag
- 2004 : Fröhliche Weihnachten mit Frank
- 2006 : Egal was passiert (dont un duo avec Frank Zander)
- 2010 : Am schönsten ist es Weihnachten… zu Haus
- 2012 : Lieder meines Lebens
- 2014 : Sternenzeiten (51e Album)
- 2016 : Unvergessen : Die Hits unserer Herzen

### Singles
- 1964 : Looky-Looky
- 1964 : Blonder Stern
- 1964 : Party-Twist
- 1964 : Teenager-Träume
- 1965 : Außer Rand und Band
- 1965 : Baby, du bist o.k.
- 1966 : Schau lieber weg
- 1966 : Es gibt nicht nur dich
- 1966 : Gib nicht auf
- 1967 : Lieb mich so, wie dein Herz es mag (avec Chris Doerk)
- 1967 : Für mich bist du passé
- 1967 : Woher willst du wissen, wer ich bin
- 1967 : Gabriele / Ein großer, bunter Schmetterling
- 1968 : Nur im Böhmerwald
- 1968 : Papa : Bostella
- 1968 : …einmal in der Woche
- 1968 : Mädchen, du bist schön
- 1969 : Verzeih den Kuß
- 1969 : Abends in der Stadt
- 1970 : Komm, komm, komm
- 1970 : Links von mir, rechts von mir
- 1970 : Die schönste Geschichte der Welt
- 1970 : Der Mädchenchor / Es gibt soviel Schönes im Leben
- 1971 : Gold in deinen Augen
- 1971 : Wie ein Stern
- 1972 : Als sei nichts geschehn…
- 1972 : How Do You Do
- 1972 : Nur wer das Feuer kennt
- 1972 : Wer die Erde liebt
- 1973 : Ich geh’ vom Nordpol zum Südpol
- 1973 : Get Down
- 1974 : Skydiver
- 1974 : Ooh Baby
- 1974 : Dein letzter Brief
- 1974 : Freunde gibt es überall
- 1975 : Komm, wir malen eine Sonne
- 1975 : Danke schön
- 1975 : Alles im Eimer
- 1977 : O Lady
- 1978 : Rock ist wieder da
- 1979 : Kristina
- 1979 : Saved by the Bell / Zwei schöne Jahre
- 1980 : Man kann sich dran gewöhnen
- 1981 : Frank Schöbel EP
- 1984 : Alt wie die Welt
- 1984 : Wenn ein Stern verlischt
- 1985 : Wir fliegen mit dem Wind
- 1985 : 1. FC Union
- 1987 : Die Fans sind eine Macht
- 1989 : Wir brauchen keine Lügen mehr
- 1990 : Zusammengehör’n
- 1991 : Ohne dich
- 1991 : Millionen Herzen
- 1993 : Wir brauchen neue Träume
- 1994 : Fröhliche Weihnachten in Familie
- 1995 : Jetzt oder nie
- 2000 : Der Sommer mit dir
- 2000 : Zeit zum Kuscheln
- 2000 : Heimliche Träume
- 2001 : Löwen vor
- 2006 : Jedes Mal
- 2005 : Steh auf und leb dein Leben
- 2006 : Spiegelbild
- 2007 : Ich will dich
- 2008 : Lass es einmal richtig krachen
- 2009 : Wir gehören zusammen
- 2011 : Hautnah (Single)
- 2011 : Du bleibst ein Teil meines Lebens (avec Chris Doerk)
- 2011 : Komm wir malen eine Tanne
- 2012 : Einer von uns
- 2012 : Schreib es mir in den Sand (Version 2012)
- 2012 : Wie ein Stern 2012
- 2012 : Ich bin für dich da
- 2013 : Deine Augen
- 2013 : Ich warte auf dich
- 2014 : Du bist vom anderen Stern
- 2014 : Ich kenne dich aus Sternenzeiten
- 2014 : Hast du deine Tabletten genommen?
- 2016 : Das ist der Moment
- 2016 : Endlich Weihnacht
- 2016 : Wir haben gelebt
- 2019 : Wann wenn nicht jetzt

## Filmographie
- 1966 : Reise ins Ehebett (de)
- 1967 : DEFA 70 (de)
- 1967 : Hochzeitsnacht im Regen (de)
- 1968 : Heißer Sommer (de)
- 1973 : Nicht schummeln, Liebling! (de)
- 1984 : Drei reizende Schwestern (de): Familienfest mit Folgen (de) (série télévisée)
- 1998 : Mama ist unmöglich: Mama bleibt am Ball (série télévisée)
- 2007 : In aller Freundschaft: Drogen, Sex und Rock’n’Roll (série télévisée)
- 2012 : In aller Freundschaft: Kampfgeist (série télévisée)

## Récompenses
- 1971 : Premier prix au Festival international de schlager de Dresde.
- 1974 : Lauréats du Prix national de la République démocratique allemande.